# لوك بابيت
لوك بابيت (بالإنجليزية: Luke Babbitt)‏ مواليد 20 يونيو 1989، هو لاعب كرة سلة أمريكي يلعب مع فريق نيو أورلينز بيليكانز في الرابطة الوطنية لكرة السلة ويحمل الرقم 8. يبلغ طوله 6 قدم 9 بوصة (2.1 م).

## فرق لعب لها
- بورتلاند ترايل بلايزرز
- نيو أورلينز بيليكانز

## روابط خارجية
- لوك بابيت على موقع إن بي أي (الإنجليزية)
- لوك بابيت على موقع سبورتس رفرنس (الإنجليزية)
- لوك بابيت على موقع كرة السلة الأوروبية.كوم (الإنجليزية)
- لوك بابيت على موقع إي إس بي إن.كوم (الإنجليزية)
- لوك بابيت على موقع كلية كرة السلة في سبورتس رفرنس.كوم (الإنجليزية)
- لوك بابيت على موقع ريلجم (الإنجليزية)
- لوك بابيت على موقع بروبوليرز (الإنجليزية)
- لوك بابيت على موقع سبورتس رفرنس (الإنجليزية)
- لوك بابيت على موقع سبورتس رفرنس (الإنجليزية)